# 宮古島市立東小学校
宮古島市立東小学校（みやこじましりつ ひがししょうがっこう）は、沖縄県宮古島市（宮古島）にある市立小学校。

## 概要
- 本校は、宮古島市（旧:平良市）市街地北部に位置する。

## 沿革
- 1990年（平成2年） - 平良市東小学校として開校。
- 2000年（平成12年） -  創立10周年記念記念式典・記念碑除幕式挙行し、祝賀会開催。
- 2005年（平成17年）10月1日 - 市町村合併により、宮古島市立東小学校に改称。
- 2009年（平成21年） -  創立20周年記念記念式典挙行し、祝賀会開催。
- 2020年（令和2年） - 創立30周年記念事業期成会総会開催。

## 通学区域と進学先中学校
出典

### 通学区域
- 平良字東仲宗根
  - 730番、755～759番、761～766番、782～799番、800～891番
    - 上記は、東川根二区自治会となる。

  - 559～729番、731～755番 757番15号、760番、765番、778～781番、776番(4号、6号、8号、11号、16号)、793番(4号、15号、16号)、892～968番
    - 上記は、東川根三区自治会となる。

  - 403～459番、465～487番、498～738番、531番の県営北団地、611番1号の市営団地、739番1号、745番1号の上原団地
    - 上記は、保利二区自治会となる。

  - 745番1号(上原団地を除く）
    - 上記は、張水学園自治会となる。

  - 768～1706番
    - 上記は、添道自治会となる。

### 進学先中学校
- 宮古島市立北中学校

## アクセス
- 宮古協栄バスで、「サンエー前」バス停下車後、徒歩約1.4km・約21分。
- 宮古空港から、車で約4.9km・約10分。

## 周辺
- 宮古島市立東幼稚園 - 同一敷地内で、かつ進学前幼稚園のひとつ。
- 学びの森 - 敷地が隣接
- 社会福祉法人未来福祉会みく保育園 - 進学前保育園のひとつ。
- 宮古島市総合体育館
- わかば自立支援センター（就労継続支援B型事業所）
- 宮古島市平良多目的屋内運動場
- 宮古島市民球場
- 学校法人花園学園はなぞのこどもえん - 進学前こども園のひとつ。
- 宮古島市陸上競技場
- 沖縄県立宮古工業高等学校